# Джорджи, Оресте
Оресте Джорджи (итал. Oreste Giorgi; 19 мая 1856, Вальмонтоне, Папская область — 30 декабря 1924, Рим, королевство Италия) — итальянский куриальный кардинал и ватиканский сановник. Заместитель секретаря Священной Конгрегации по делам монашествующих с 3 июня 1907 по 7 декабря 1911. Секретарь Священной Конгрегации Собора с 7 декабря 1911 по 4 декабря 1916. Великий пенитенциарий с 12 марта 1918 по 30 декабря 1924. Титулярный архиепископ Анкиры с 26 по 27 апреля 1924. Кардинал-дьякон с 4 декабря 1916, с титулярной диаконией Санта-Мария-ин-Космедин с 7 декабря 1916 по 25 мая 1923. Кардинал-священник с титулом церкви pro illa vice Санта-Мария-ин-Космедин с 25 мая 1923.